# M3 (САУ)
Самоходная пушка M3 (англ. 75mm Gun Motor Carriage M3) — самоходная артиллерийская установка (САУ) США периода Второй мировой войны, класса противотанковых САУ. Создана в 1941 году на базе полугусеничного бронетранспортёра M3 и предназначалась на роль мобильного противотанкового средства, имевшего хотя бы противопульную защиту, в отличие от более ранних противотанковых САУ на колёсной базе. Серийно производилась с 1941 по 1943 год, всего было выпущено 2202 САУ этого типа. M3 использовалась войсками США в течение всей Второй мировой войны, однако быстро устарели из-за недостаточной мощности своего орудия и низкой защищённости и в основном уступили место к 1944—1945 годам более эффективным САУ на танковой базе. В последние годы войны, 1360 САУ M3 были переоборудованы обратно в базовые бронетранспортёры.

## История создания и производства
После падения Франции американские военные изучили причины эффективности немецких войск в борьбе с французскими и английскими силами. Одним из выделявшихся аспектов было использование самоходной артиллерии, однако по состоянию на 1941 американская армия располагала лишь небольшим ее количеством. У армии США имелось некоторое количество орудий M1897A5, достаточное для производства таких боевых машин, а так же готовился к выпуску полугусеничный бронетранспортер M3. После некоторых обсуждений, было принято решение установить орудия M1897A5 на полугусеничные шасси M3, с присвоением обозначения T12 GMC. Изначально орудие M1897A5 было установлено в сварную коробку, приклепанную к шасси позади отделения управления. САУ была принята на вооружение 31 октября 1941г.
Партия из 36 T12 использовалась для испытаний, в то время как остальные 50 были переправлены на Филиппины. 36 T12 модернизировались по нескольким направлениям. изменения включали установку кронштейна, приподнимавшего орудийный щит, замену оригинального орудийного щита на M2A3, а также установку 12,7 мм пулемета M2, который позже был демонтирован. После завершения модернизации прототипы были отправлены на Autocar Company для производства.

### M3A1
Существовавшего объема поставок орудийных щитов M2A3 было недостаточно для выпуска M3, в связи с чем Артиллерийский Департамент (eng) разработал щит M5, заменивший M2A3. Новая версия получила обозначение M3A1 Gun Motor Carriage.

## Описание конструкции
| Боеприпасы пушки M1897                                              |                           |                    |                   |             |                       |                        |
| Тип снаряда                                                         | Марка                     | Масса выстрела, кг | Масса снаряда, кг | Масса ВВ, г | Дульная скорость, м/с | Дальность табличная, м |
| бронебойный с защитным и баллистическим наконечниками, трассирующий | APCBC/HE-T M61 Projectile | 9,02               | 6,78              | 60          | 619                   | 12700                  |
| бронебойный сплошной, трассирующий                                  | AP/T M72 Shot             | 8,52               | 6,31              | -           | 619                   | 9700                   |
| осколочно-фугасный                                                  | HE M48 Shell, Normal      | 8,52               | 6,66              | 670         | 464                   | 10400                  |
| осколочно-фугасный, высокоскоростной                                | HE M48 Shell, Supercharge | 8,86               | 6,66              | 670         | 604                   | 12700                  |

| Таблица бронепробиваемости для M1897 |     |     |      |      |
| Снаряд \ Расстояние, м | 457 | 914 | 1371 | 1828 |
| M61 Projectile |     |     |      |      |
| (угол встречи 30°, гомогенная броня) | 64  | 58  | 53   | 48   |
| (угол встречи 30°, поверхностно закаленная броня) | 71  | 64  | 58   | 51   |
| M72 Shot |     |     |      |      |
| (угол встречи 30°, гомогенная броня) | 74  | 61  | 48   | 38   |
| (угол встречи 30°, поверхностно закаленная броня) | 64  | 51  | 38   | 30   |
| Следует помнить, что в разное время и в разных странах использовались различные методики определения бронепробиваемости. Как следствие, прямое сравнение с аналогичными данными других орудий часто оказывается невозможным. |     |     |      |      |

## Эксплуатация и боевое применение

### Использование в армии США
Впервые САУ T12/M3 были применены американской армией на Филиппинах в 1941-42 гг., спустя шесть месяцев после разработки. Три батальона Временной Бригады Полевой Артиллерии использовали M3 против японцев во время их вторжения на Филиппины. На ранних этапах кампании САУ применялись для осуществления непосредственного прикрытия и противотанковой поддержки. Японцы захватили несколько самоходок в 1942 и использовали их во время обороны Филиппин.
На протяжении 1942 года САУ M3 применялись противотанковыми батальонами в Североафриканской кампании, каждый батальон состоял из 36 M3 и четырех 37 mm M6 GMC. Будучи предназначенными для засад на танки, M3 GMC плохо проявили себя в этой роли в сражениях за Сиди-Бу-Зид и Перевал Кассерин, большей частью из-за неправильной тактики применения. Тем не менее, M3 были позже с успехом применены в сражении за Эль Геттар, заявлялось об уничтожении 30 немецких танков, включая возможно два Тигра, при этом было потеряна 21 M3. Несколько M3 было замечено во время высадки Союзников на Сицилию(Операция "Хаски"), но к тому времени в армии США они были заменены на M10. 1,360 M3 GMC были переделаны обратно в полугусеничные БТР M3A1.
M3 также служили в морской пехоте США на Тихоокеанском театре военных действий и впервые были использованы во время вторжения на Сайпан, где показали себя высокоэффективными против танков Тип 95 Ха-Го и Тип 97 Чи-Ха в бою с японским 9-м танковым полком. Кроме того, САУ использовались в битве за Пелелиу, сражении за Окинаву и многих других столкновениях на Тихом океане.

### Использование союзниками
Две британских M3 использовались для непрямого огня в Италии 18 февраля 1945.
Ограниченное использование M3 GMC в других странах объясняется небольшими поставками этих САУ в рамках Ленд-Лиза. Небольшая партия из 170 самоходок была поставлена Великобритании, где они использовались в полках бронированных автомобилей. Впервые их применили в Тунисской кампании Королевские Драгуны. Также M3 применялись на Сицилии, в Италии, а позже и во Франции, но были постепенно списаны. M3 использовались армией Свободной Франции в качестве учебных до получения истребителей танков M10.